# Mesoplophora
Mesoplophora är ett släkte av kvalster. Mesoplophora ingår i familjen Mesoplophoridae.

## Dottertaxa tillMesoplophora, i alfabetisk ordning[1]
- Mesoplophora abscondita
- Mesoplophora africana
- Mesoplophora bacilla
- Mesoplophora bacula
- Mesoplophora bolivari
- Mesoplophora brachysetosa
- Mesoplophora crassisetosa
- Mesoplophora cubana
- Mesoplophora elsi
- Mesoplophora flavida
- Mesoplophora frogneri
- Mesoplophora gaveae
- Mesoplophora hauseri
- Mesoplophora ifeana
- Mesoplophora ignota
- Mesoplophora invisitata
- Mesoplophora iuvenalis
- Mesoplophora japonica
- Mesoplophora leviseta
- Mesoplophora longisetosa
- Mesoplophora michaeliana
- Mesoplophora paragaveae
- Mesoplophora paraleviseta
- Mesoplophora permodica
- Mesoplophora pertenuis
- Mesoplophora polita
- Mesoplophora pulchra
- Mesoplophora pusilla
- Mesoplophora rostrata
- Mesoplophora setulosa
- Mesoplophora sparsa
- Mesoplophora subtilis
- Mesoplophora vesca